# Caroline Mveng
Caroline Mveng Menge est une militante féministe camerounaise, défenseure des droits humains, notamment les droits des réfugiés urbains et vice-présidente de l'association réfugiés sans frontières, présidente du réseau des jeunes féministes d'afrique centrale.

## Biographie

### Carrière
Caroline Mveng commence sa carrière avec l'association Réfugiés sans frontière où elle milite pour les droits humains, plus particulièrement les droits des femmes. 
Elle est l'initiatrice de l'association Elles Rayonnent Ensemble. Cette organisation féministe vise à mettre en valeur la manière dont les Civic Tech peuvent être utilisées pour faire avancer les combats des femmes africaines francophones d'Afrique centrale. L'organisation Elles Rayonnent Ensemble se consacre ainsi à renforcer la visibilité des femmes africaines qui ne sont pas assez représentées dans les medias. 
En 2023, Caroline Mveng anime un atelier de sensibilisation des femmes réfugiées avec Kareyce Tiambou et Etienne Talla. Avec eux, elle contribue à l'initiation des femmes réfugiées dans la lutte contre les discours de haine et les fake-news dans la commune de Douala 2ème. C'est au quartier New-Bell au siège de l’association Femmes et Enfants le samedi 19 août 2023 que se tient l'atelier. 

### Distinctions
En 2021, elle est lauréate du programme Connexions Citoyennes 2 grâce à un projet qui entend remettre les femmes d'Afrique centrale au cœur des actions qui les valorisent.